# José Vicente Villada
José Vicente Villada Perea (nació en la Ciudad de México en 1843; murió en Toluca, Estado de México, en 1904) fue un político y militar mexicano.
En ciudad Nezahualcóyotl, Estado de México, existe una colonia que lleva su nombre: José Vicente Villada.

## Biografía
Se alistó en el ejército para combatir a los franceses y se le dio el grado de capitán de legión de honor. Cayó prisionero de Puebla (1863), pero logró fugarse. Hizo la campaña de Michoacán bajo las órdenes del general Regules: asistió a las acciones de Morelia (18 de diciembre de 1863); Villa de Reyes (20 de febrero de 1865), donde derrotó a los zuavos del coronel Banderbak, quien murió en el encuentro; y Tacámbaro (11 de abril). 
En Santa Ana Amatlán fue capturado y a punto estuvo de que se le fusilara en Uruapan, pero fue canjeado y volvió a la lucha. Al triunfo de la República fue dos veces diputado y dirigió El Partido Liberal, Los Derechos del Hombre y La Revista Universal. Aún habiendo sido adversario de los tuxtepecanos, gobernó el Estado de México 15 años (del 19 de marzo de 1889 al 6 de mayo de 1895 y del 5 de marzo de 1897 al 6 de mayo de 1904, fecha en que murió). Su actuación como gobernante fue sobresaliente. A la fecha honran su memoria una avenida importante y un monumento en la ciudad de Toluca, México.
- Datos: Q5946024
- Multimedia: José Vicente Villada / Q5946024